# No Reply at All
No Reply at All è il secondo brano dei Genesis estratto dall'album Abacab del 1981 con esordio dei Phoenix Horns (EWF) anche su un Lp del trio Collins/Banks/Rutherford dopo aver suonato su quello solista di Collins (Face Value) dello stesso anno.

## Classifiche
| Classifica (1981)             | Posizione massima |
| ----------------------------- | ----------------- |
| Canada                        | 7                 |
| Stati Uniti                   | 29                |
| Stati Uniti (mainstream rock) | 2                 |